# Adidas Beau Jeu

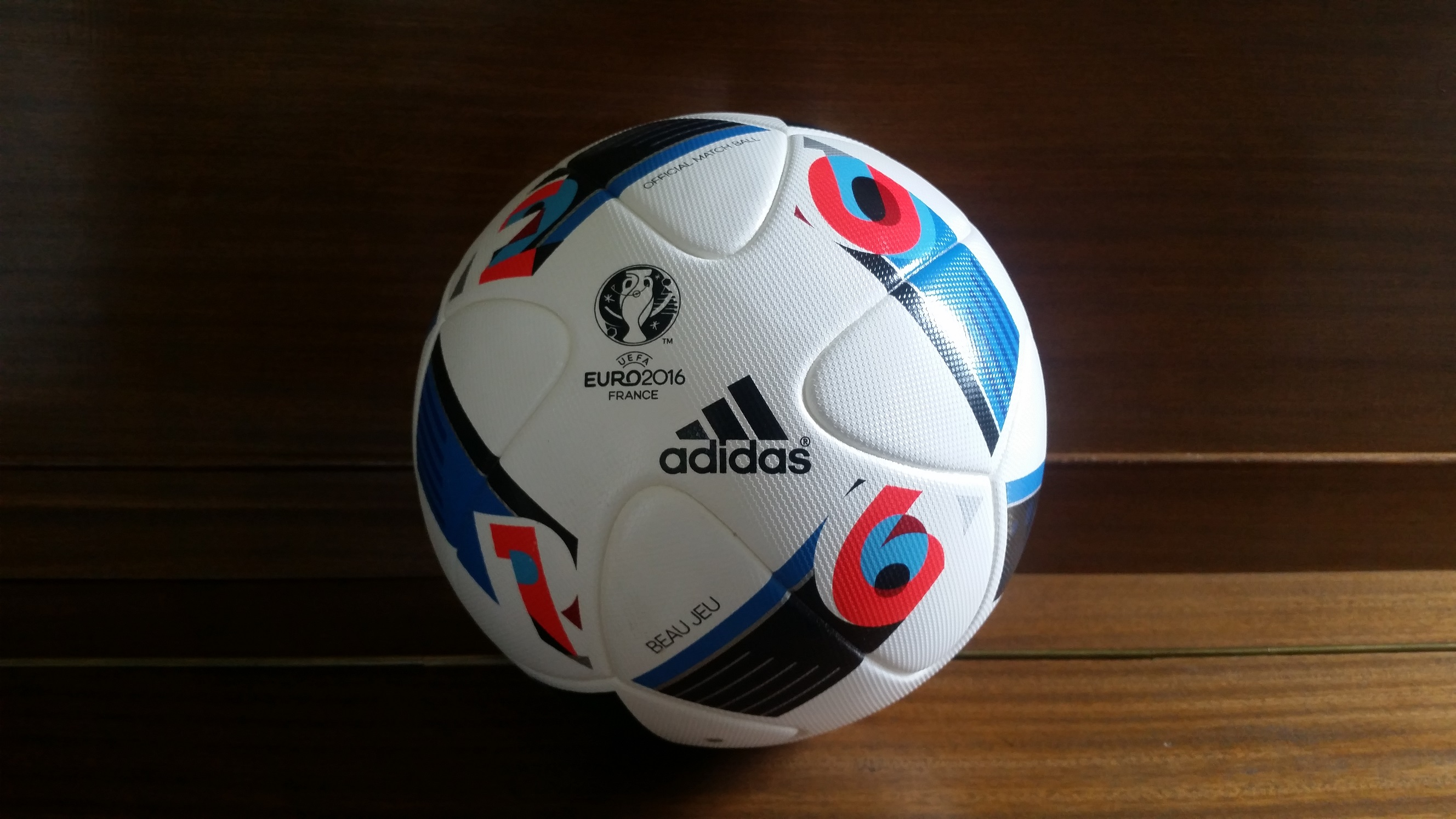
De Adidas Beau Jeu (editie EK 2016)

De Beau Jeu is de wedstrijdbal die tijdens het Europees kampioenschap voetbal van 2016 in Frankrijk werd gebruikt. In de groepsfase werd de Euro 2016 gebruikt en in de knock-outronde werd een andere versie van de Beau Jeu gebruikt; de Fracas.
De bal werd gemaakt door sportkledingfabrikant Adidas en is de opvolger van de Tango 12, die werd gebruikt voor het EK in Oekraïne en Polen. De officiële naam voor de EK-bal, Beau Jeu, betekent "prachtig spel" in het Frans. De letters E, U, R en O zijn samen met de getallen 2, 0, 1 en 6 als rode details in het ontwerp verwerkt. Daarnaast keren de naam Beau Jeu en het officiële EK-logo terug in het ontwerp van de bal.
De bal is zo geconstrueerd dat hij zorgt voor een voorspelbare balbaan en uitstekende speeleigenschappen. De bal is thermisch verlijmd, waardoor er sprake is van een naadloos oppervlak. Dit zorgt voor een stabielere balbaan, meer precisie en hoge duurzaamheid. Bovendien zorgt het naadloze oppervlak voor minimale wateropname.
De oppervlakte van de bal is gemaakt van een textuur die zorgt voor een betere balcontrole. De ribbelige structuur op de buitenzijde werkt tevens waterafstotend, waardoor de grip op de bal uitstekend blijft ongeacht de weersomstandigheden. De bal is verder gemaakt van hoogwaardige materialen voor maximaal en optimaal prestatievermogen op het voetbalveld.
Tijdens de Olympische Zomerspelen van 2016 in Brazilië werd de Errejota gebruikt, een variant van de Beau Jeu.